# Preussischer Präsentiermarsch
Preußischer Präsentiermarsch (Hành khúc duyệt binh Phổ), còn được gọi là Präsentiermarsch "Friedrich Wilhelms III." (Hành khúc duyệt binh của Friedrich Wilhelms III.), là một hành khúc của quân đội Đức do Frederick William III của Phổ sáng tác ở độ tuổi trẻ của mình. Này đã sớm bị lãng quên và bản nhạc được phát hiện lại vào năm 1835. Sau đó nó được biểu diễn trong cuộc diễu hành Kalisz. Là một hành khúc truyền thống được sử dụng trong quân đội Đức từ giữa thế kỷ 19, để chơi trong cuộc kiểm tra truyền thống và sự trình diễn đầy màu sắc của Lực lượng Vũ trang Liên bang Đức, Bundeswehr. Nó cũng được chơi trong các lễ đón chuyến thăm của các nhà lãnh đạo nước ngoài đến Đức bởi Bundeswehr Staff Band (tiếng Đức: Stabsmusikkorps der Bundeswehr) trong các nghi lễ tiếp đón của Đức. Nó cũng là một phần yêu thích của các ban nhạc diễu hành Đức, được chơi trong các chức năng dân sự và diễu hành. Ở Bôlivia, đây đã trở thành hành khúc tiêu chuẩn của Hải quân Bôlivia, nhưng được điều chỉnh chậm hơn so với quân đội Đức.